# تسجيل الناخبين يوم الانتخابات
في بعض الولايات في الولايات المتحدة، يسمح نظام تسجيل الناخبين يوم الانتخابات (والمعروف اختصًارًا بـEDR) للمواطنين المؤهلين قانونًا بالتسجيل كي يصوتوا عند وصولهم للتصويت في يوم الانتخابات. ويسمح التصويت يوم التسجيل للجمهور بالتصويت عند تسجيلهم للتصويت، في يوم قريب ولكن قبل موعد الانتخابات العامة. ويمكن الإشارة إلى أي من هذين الأمرين بأنه التسجيل في نفس اليوم.
تتطلب أغلب الولايات في الولايات المتحدة الأمريكية تسجيل الناخبين قبل الانتخابات، بمواعيد معينة مختلفة (مثل 30 أو 15 يومًا قبل الانتخابات). يسمح تسجيل الناخبين يوم الانتخابات للمواطنين بالتسجيل يوم الانتخابات، وذلك بإظهار بطاقة تحقيق شخصية سارية إلى موظف الانتخابات والذي يتحقق من الشخصية وينظر في قائمة المسجلين ويسجلهم على الفور إذا كانوا غير مسجلين.
ويوجد في الوقت الحالي لدى ثماني ولايات أحد أشكال تسجيل الناخبين يوم الانتخابات، وهي: ولاية أيداهو وولاية أيوا وولاية ماين وولاية مينيسوتا وولاية مونتانا وولاية نيو هامبشاير وولاية ويسكونسن وولاية وايومنغ، والعاصمة واشنطن. بدأت ولاية مونتانا في تسجيل الناخبين يوم الانتخابات عام 2006، وأيوا في 2008. كذلك، يوجد في ولايتي كونيتيكت وورود آيلاند نظام تسجيل الناخبين يوم الانتخابات في |الانتخابات الرئاسية. في 2012, سنت كل من كونيتيكت وكاليفورنيا قوانين جديدة لتطبيق التسجيل يوم الانتخابات. بدأت كونيتيكت في تطبيقها مع انتخابات البلدية عام 2013. وسوف تبدأ ولاية كاليفورنيا في عام 2015 بمجرد أن تنتهي من العمل على قاعدة بيانات تسجيل الناخبين على مستوى الولاية. (وتعتبر نورث داكوتا حالة فريدة بين الولايات حيث لا تتطلب أي تسجيل للناخبين.)
في بعض الأحيان، تعمل برامج التصويت المبكر التي اشتهرت مؤخرًا بالتنسيق مع نظام التصويت يوم التسجيل. في حين أنهما لا تسمحان بالتسجيل في يوم الانتخابات نفسه (اليوم الأخير للتصويت)، فإن ولايتي أوهايو ونورث كارولينا تقدمان «شباكًا واحدًا» خلال مدة التصويت حيث به يمكن للناخبين التسجيل ثم التصويت مبكرًا.
ويعتبر إقبال الناخبين في الولايات التي تطبق التسجيل يوم الانتخابات أعلى بكثير من إقبالهم في الولايات التي لا تطبقه. في الانتخابات الرئاسية لعام 2004, كان إقبال الناخبين في الولايات التي تطبق التسجيل يوم الانتخابات أعلى بنسبة 12% من إقبال الناخبين في الولايات التي لا تطبقه; in the 2006 midterm elections, states with same-day voter registration had turnout rates 10-12 percent higher than in other states.

## ولاية ماين
في يونيو 2011, أقر المجلس التشريعي لولاية ماين قانونًا أنهى به تسجيل الناخبين يوم الانتخاب، والذي كان معمولاً به منذ عام 1973. كما حظر التصويت الغيابي خلال يومي العمل السابقين ليوم الانتخابات. كان الإجراء الأول هو عرض القانون في استفتاء المواطن «الفيتو الشعبي» الذي أجري في نوفمبر 2011. أعاد ناخبو ولاية ماين العمل بتسجيل الناخبين يوم الانتخابات بنسبة 59% لصالحهم.